# String skipping
String skipping (salto de cordas) é uma técnica de guitarra elétrica  muito usada por guitarristas de heavy metal e shred. Consiste em tocar cordas muito distantes entre si, como, por exemplo, a primeira e a sexta ou a quinta e a segunda. É uma espécie de sweep-picking. A diferença é que, no sweep-picking, são tocadas cordas adjacentes - e não cordas distantes entre si, motivo pelo qual o string skipping requer um bom domínio da palhetada alternada e uma boa coordenação  entre a mão esquerda e a mão direita.
Com frequência  é  utilizada juntamente com a ligadura. O uso das ligaduras  facilita a execução,  e uma distorção ajuda a não se perder o timbre.

## Explicação da técnica
String skipping permite obter, na guitarra, um som diferente dos estilos mais tradicionais de solo riff. Nos estilos mais tradicionais, o guitarrista frequentemente toca várias notas  na mesma corda e, em seguida,  muda para a corda adjacente, improvisando na escala, de modo melodicamente linear. No string skipping (conforme o nome sugere), uma corda é frequentemente saltada durante o riff. Essa técnica é essencialmente usada para introduzir intervalos maiores do que aqueles mais frequentes  nas melodias, criando  portanto interesse melódico.

### Exemplo de solorifftradicional
```
     1 2 3 4 5 6 7 8   1 2 3 4 5 6 7 8   1 2 3 4 5 6 7 8   1 2 3 4 5 6 7 8
e|-|-------------3---|---------------2-|-----------3-2---|-----------------|
B|-|---------3-5---3-|-------------3---|---------------5-|-5---------------|
G|4|---2-4-5---------|-----------4-----|---------------^^^^^HOLD-----------|
D|4|-----------------|-----------------|-----------------|-----------------|
A|-|-----------------|-----------------|-----------------|-----------------|
E|-|-----------------|-----------------|-----------------|-----------------|

```

### Exemplo destring skipping
```
---------------|--------------7--|
------------5--|------7^8--10----|
---------2-----|-----------------|
---------------|----9------------|
------3--------|-5---------------|
---------------|-----------------|

```

## Alguns guitarristas que fazem o uso destring skipping
- Buckethead
- Dimebag Darrell
- Nuno Bettencourt
- Greg Howe
- Joe Satriani
- Michael Angelo Batio
- Paul Gilbert
- Richie Kotzen
- Steve Vai
- Yngwie Malmsteen